# تبار کبودبال
تبار کبودبال (نام علمی: Polyommatini) نام یک تبار از زیرخانواده کبودبالیان است.